# Mývatn
Mývatn is een meer in het noorden van IJsland en ligt in een zeer actief vulkanisch gebied. Het wordt omgeven door vele objecten van vulkanische oorsprong, zoals de explosiekrater Hverfell (of Hverfjall, daar zijn de IJslanders zelf nog niet over uit), de grillige lavaformaties van Dimmuborgir ("duistere burchten"), de tafelberg Búrfell ("Berg van de potvis"), de pseudokraters bij Skútustaðir aan de zuidelijke rand van het meer, de grotten met heet water bij het plaatsje Reykjahlíð, het solfatarenveld bij Hverir en het zeer actieve gebied bij de Kraflavulkaan een aantal kilometers verderop. Bovendien is het meer zelf ten gevolge van een aantal vulkaanuitbarstingen ontstaan.
Mývatn betekent "muggenmeer" omdat 's zomers op (de sporadische) windstille dagen zeer veel dansmuggen uit het water komen. Omdat vele muggenlarven en veel vis in het schone water voorkomen, wordt het gebied het hele jaar door druk door diverse vogels bezocht. Mývatn is daardoor een eldorado voor ornithologen.
Mývatn heeft een oppervlakte van ongeveer 37 km² en is op het diepste punt bijna 4,5 m diep. De bodem van het meer is bedekt met een laag diatomeeën die dan ook geëxploreerd wordt. Het meer wordt voornamelijk gevoed door onderaardse waterbronnen en met water dat vanuit de omliggende lavavelden het meer in stroomt. Doordat deze grond nog relatief warm is, kan de watertemperatuur aan met name de randen van het meer relatief erg hoog worden. Aanbod van water via stroompjes en riviertjes is er nauwelijks, terwijl een ruime afvloed via de Laxá is. Het kristalheldere water vloeit via dit riviertje via de Æðarfossar uiteindelijk in de Skjálfandibaai.
Niet ver van Myvatn is sinds 2004 het thermale bad Jarðböðin við Mývatn (De natuurlijke baden bij Mývatn) een rustig alternatief voor de Blue Lagoon bij Reykjavík.